# PCHA 1916/17
Die Saison 1916/17 war die sechste reguläre Saison der Pacific Coast Hockey Association (PCHA). Meister wurden die Seattle Metropolitans.

## Teamänderungen
Folgende Änderungen wurden vor Beginn der Saison vorgenommen:
- Die Victoria Aristocrats wurden nach Spokane, Washington, umgesiedelt und änderten ihren Namen in Spokane Canaries.

## Modus
In der Regulären Saison absolvierten die vier Mannschaften jeweils zwischen 23 und 24 Spielen. Der Erstplatzierte nach der regulären Saison wurde Meister. Für einen Sieg erhielt jede Mannschaft zwei Punkte, bei einem Unentschieden einen Punkt und bei einer Niederlage null Punkte.

## Saisonverlauf
Zu Saisonbeginn erfolgte die zweite Franchise-Umsiedlung der PCHA-Geschichte. Da die Victoria Cougars als Letztplatzierter nur wenige Zuschauer angezogen hatten, wurde die Mannschaft nach Spokane, Washington, umgesiedelt und erhielt den Namen Spokane Canaries. Damit verblieb Vancouver als einziges kanadisches Team gegenüber drei US-amerikanischen Mannschaften. Die Umsiedlung der Aristocrats nach Spokane hatte jedoch weder sportlich noch bezüglich der Zuschauerzahlen einen besonderen Effekt, sodass die Comries nach der Saison ebenfalls den Spielbetrieb einstellten, nachdem man zuvor bereits auf das letzte Saisonspiel gegen Vancouver verzichtet hatte.

## Tabelle Reguläre Saison
Abkürzungen: GP = Spiele, W = Siege, L = Niederlagen, T = Unentschieden, GF = Erzielte Tore, GA = Gegentore, Pts = Punkte
|                        | GP | W  | L  | T | GF  | GA  | Pts |
| ---------------------- | -- | -- | -- | - | --- | --- | --- |
| Seattle Metropolitans  | 24 | 16 | 8  | 0 | 125 | 80  | 32  |
| Vancouver Millionaires | 23 | 14 | 9  | 0 | 131 | 124 | 28  |
| Portland Rosebuds      | 24 | 9  | 15 | 0 | 114 | 112 | 18  |
| Spokane Canaries       | 23 | 8  | 15 | 0 | 89  | 143 | 16  |

## Stanley Cup Challenge

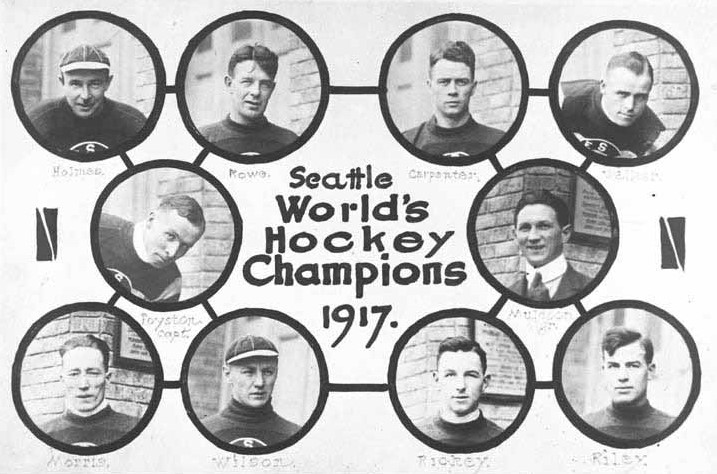
Mannschaftsfoto der Seattle Metropolitans als Stanley-Cup-Gewinner

Als PCHA-Meister trafen die Seattle Metropolitans um den Stanley Cup auf die Canadiens de Montréal aus der National Hockey Association, die ihren Spieler Reg Noble nicht einsetzen durften, da dieser für zu viele Mannschaften während der Spielzeit aufgelaufen sei. Mit 3:1 Siegen in der Best-of-Five-Serie gewannen die Metropolitans als erstes US-amerikanisches Team überhaupt den Stanley Cup.